# Proprioseiopsis putrephilus
Proprioseiopsis putrephilus är en spindeldjursart som beskrevs av Meshkov 1999. Proprioseiopsis putrephilus ingår i släktet Proprioseiopsis och familjen Phytoseiidae. Inga underarter finns listade i Catalogue of Life.